# Widliczkowce
Widliczkowce (Selaginellales) – jedna z trzech grup roślin wyróżniana w randze rzędu w obrębie klasy widłaków. W dawniejszych ujęciach systematycznych włączane były do klasy widłaków różnozarodnikowych lub wyodrębniane w osobną klasę Selaginellopsida. Jest to współcześnie takson monotypowy – należy do niego tylko jedna rodzina – widliczkowate Selaginellaceae i jeden rodzaj – widliczka Selaginella.

## Morfologia
Niewielkie rośliny zielne z pędem wzniesionym lub płożącym się. Liście niewielkie, z języczkiem na górnej stronie blaszki, zwykle z pojedynczą wiązką przewodzącą. Wyrastają skrętolegle i wówczas są jednakowe lub w rzędach, z których grzbietowe są większe, a przesunięte ku stronie brzusznej mniejsze. Na szczytach pędów zarodnie, zróżnicowane na  makro- i mikrosporangia, skupione są w kłosy zarodnionośne. Wyróżniają się od widłaków różnozarodnikowych dwuwiciowymi plemnikami.

## Ewolucja i systematyka
Przodkowie współczesnych widliczek współwystępowali już z drzewiastymi widłakowcami w karbonie. Do najlepiej znanych taksonów kopalnych należy Selaginella fraipontii, zrekonstruowana z licznych znalezisk, której różne organy były przez długi czas odrębnie klasyfikowane jako Paurodendron (fragmenty łodyg) i Selaginellites crassicinctus (kłosy zarodnionośne). Kopalne rośliny reprezentujące formy zaliczane do widliczkowców opisywane są zwykle jako reprezentujące rodzaj widliczka Selaginella lub Selaginellites. Opisano także inne taksony, jak: Barsostrobus (znaleziony w Belgii, datowany na famen o kłosach zarodnionośnych osiągających 14 cm długości), znalezione w Chinach Minostrobus chaohuensis (datowany na późny dewon) i Yuguangia ordinata (żywet), Miadesmia membranacea (znajdowana w Europie i czasem wyodrębniana w osobny rząd Miadesmiales). Większość skamieniałości klasyfikowanych jako ślady roślin podobnych do widliczek znajdowana jest w postaci makro- i mikrospor z okresu kredy i trzeciorzędu.
Pozycja i podział według PPG I (2016)
Widliczkowce są jednym z trzech rzędów wyróżnianych w obrębie klasy widłaków Lycopodiopsida Bartl. Zajmują w obrębie klasy pozycję siostrzaną względem poryblinowców Isoetales Prantl, podczas gdy pozycję bazalną wobec obu tych rzędów zajmują widłakowce Lycopodiales DC. ex Bercht. & J.Presl. Do widliczkowców należy jedna współczesna rodzina widliczkowatych Selaginellaceae Willk. i jeden rodzaj widliczka (Selaginella P. Beauv).
Pozycja i podział według Pryer i in. (2004)
Widliczkowce Selaginellales Prantl zaliczane były wraz z rzędem poryblinowców Isoetales Prantl do klasy widłaków różnozarodnikowych (Isoëtopsida J.H. Schaffn., wchodzącej w skład gromady widłaków (Lycopodiophyta D.H. Scott). Do rzędu widliczkowców należy jedna rodzina widliczkowatych Selaginellaceae Willk. i jeden rodzaj widliczka (Selaginella P. Beauv).